# Plumarella delicatissima
Plumarella delicatissima is een zachte koraalsoort uit de familie Primnoidae. De koraalsoort komt uit het geslacht Plumarella. Plumarella delicatissima werd in 1889 voor het eerst wetenschappelijk beschreven door Wright & Studer. 